# Reutylizacja
Reutylizacja – proces przenoszenia pierwiastków z liści starych do młodych. W przypadku niedoboru któregoś z makroelementów lub mikroelementów organizm rośliny pobiera brakujący pierwiastek ze starzejących się organów i wykorzystuje w organach młodych. Możliwości reutylizacji są różne dla różnych pierwiastków. Niektóre z nich mogą być przenoszone stosunkowo łatwo. Są to na przykład azot, fosfor i potas. Objawy niedoboru tych pierwiastków będą widoczne u roślin w pierwszej kolejności na liściach starszych. Pierwiastki o małej ruchliwości to na przykład żelazo, miedź lub mangan. Ponieważ roślina w niewielkim stopniu przenosi  je ze starych organów do młodych, objawy niedoboru tych pierwiastków w pierwszej kolejności pojawiają się na liściach młodych.